# 에스테르곰

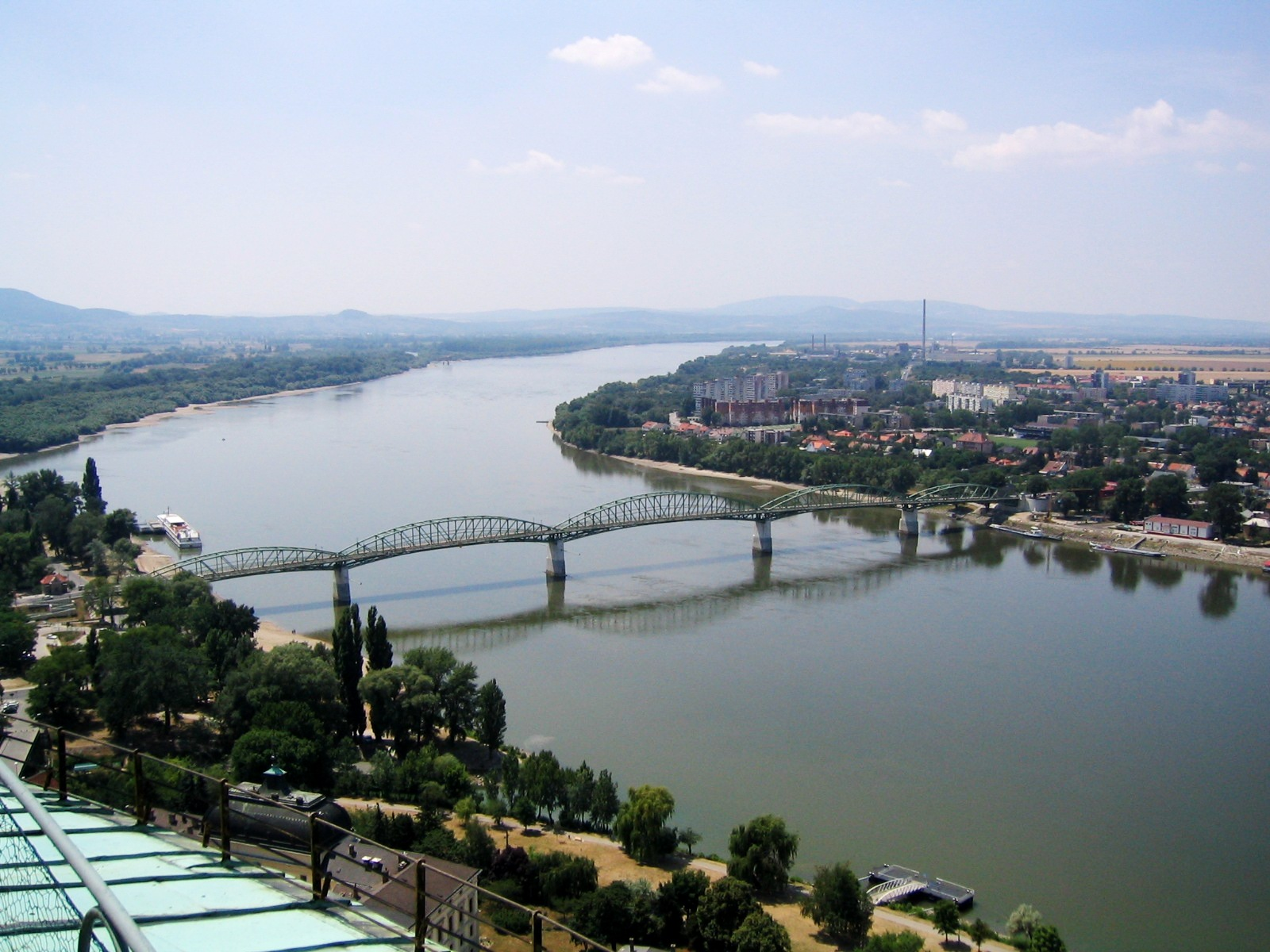
헝가리 에스테르곰과 슬로바키아 슈투로보를 연결하는 마리아 발레리아 다리

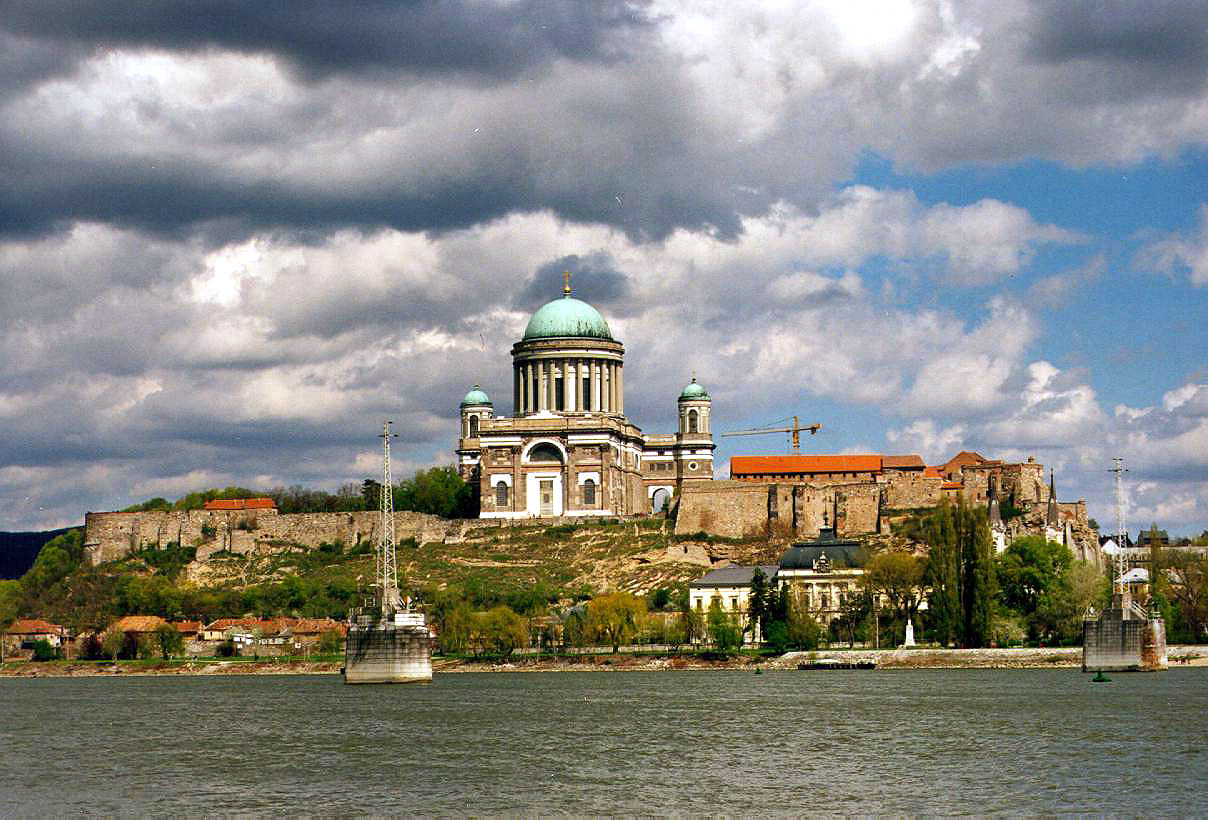
다뉴브강에서 보이는 에스테르곰 대성당

에스테르곰(헝가리어: Esztergom, 크로아티아어: Ostrogon 오스트로곤, 독일어: Gran 그란[*], 폴란드어: Ostrzyhom 오스트시홈[*], 세르비아어: Острогон 오스트로곤, 슬로바키아어: Ostrihom 오스트리홈, 라틴어: Strigonium 스트리고니움[*])는 헝가리 북쪽에 위치한 코마롬에스테르곰주의 도시로, 인구는 약 3만명이다. 부다페스트에서 북서쪽으로 40km 지점에 위치해 있으며 시내에는 헝가리 가톨릭교회의 중심이 되는 대성당이 있는 유명한 도시이다.

시기
시 문장

## 역사
에스테르곰은 헝가리에서 역사가 오래된 도시로 기원은 로마 제국으로 거슬러 올라간다. 도시 이름은 게르만어 오스테링움(Osterringum)에서 유래되었다.
1000년, 신성 로마 황제 오토 3세의 동의 아래 로마 교황인 실베스테르 2세로부터 이 도시의 대성당에서 대관식을 거치면서 이슈트반 1세가 정식으로 헝가리왕이 되었다. 역대 아르파드 왕조의 왕들은 이 도시를 거점으로 삼았다. 대성당은 오스만 제국의 습격으로 한 번 파괴되었지만 19세기에 재건되었다. 2022년에는 헝가리 정부로부터 버여와 함께 도시주 지위를 부여받았다.

## 지리
다뉴브강 우안에 위치하며 행정 구역상으로는 코마롬에스테르곰 주에 속한다. 마리아 발레리아 다리를 건너면 슬로바키아의 슈투로보(Štúrovo)와 연결되어 있다. 마리아 발레리아 다리는 제2차 세계 대전 중인 1944년에 독일군이 파괴했다. 하지만 2001년에 복구 공사가 마무리되면서 현재는 완료되었다.

## 인구
| 연도            | 인구   | ±%     |
| --------------- | ------ | ------ |
| 1785            | 5,492  | —      |
| 1850            | 8,544  | +55.6% |
| 1869            | 8,780  | +2.8%  |
| 1880            | 8,932  | +1.7%  |
| 1890            | 9,349  | +4.7%  |
| 1900            | 17,909 | +91.6% |
| 1910            | 17,881 | −0.2%  |
| 1920            | 17,963 | +0.5%  |
| 1930            | 17,354 | −3.4%  |
| 1941            | 22,171 | +27.8% |
| 1949            | 20,104 | −9.3%  |
| 1960            | 23,021 | +14.5% |
| 1970            | 26,965 | +17.1% |
| 1980            | 30,373 | +12.6% |
| 1990            | 29,841 | −1.8%  |
| 2001            | 29,041 | −2.7%  |
| 2011            | 28,926 | −0.4%  |
| *Source: *Note: |        |        |

## 기후
| Esztergom의 기후         | Esztergom의 기후 | Esztergom의 기후 | Esztergom의 기후 | Esztergom의 기후 | Esztergom의 기후 | Esztergom의 기후 | Esztergom의 기후 | Esztergom의 기후 | Esztergom의 기후 | Esztergom의 기후 | Esztergom의 기후 | Esztergom의 기후 | Esztergom의 기후 |
| 월                       | 1월              | 2월              | 3월              | 4월              | 5월              | 6월              | 7월              | 8월              | 9월              | 10월             | 11월             | 12월             | 연간             |
| ------------------------ | ---------------- | ---------------- | ---------------- | ---------------- | ---------------- | ---------------- | ---------------- | ---------------- | ---------------- | ---------------- | ---------------- | ---------------- | ---------------- |
| 역대 최고 기온 °C (°F)   | 2.2 (36.0)       | 8.2 (46.8)       | 15.2 (59.4)      | 22.5 (72.5)      | 28.0 (82.4)      | 30.8 (87.4)      | 33.0 (91.4)      | 32.8 (91.0)      | 28.3 (82.9)      | 21.5 (70.7)      | 11.6 (52.9)      | 6.0 (42.8)       | 20.0 (68.0)      |
| 일평균 최고 기온 °C (°F) | 1.7 (35.1)       | 4.9 (40.8)       | 10.6 (51.1)      | 16.4 (61.5)      | 22.1 (71.8)      | 25.0 (77.0)      | 27.0 (80.6)      | 26.7 (80.1)      | 22.5 (72.5)      | 16.4 (61.5)      | 8.4 (47.1)       | 3.4 (38.1)       | 15.5 (59.9)      |
| 일일 평균 기온 °C (°F)   | −1.2 (29.8)      | 1.6 (34.9)       | 6.0 (42.8)       | 11.3 (52.3)      | 16.2 (61.2)      | 19.2 (66.6)      | 21.0 (69.8)      | 20.6 (69.1)      | 16.7 (62.1)      | 11.3 (52.3)      | 5.2 (41.4)       | 0.8 (33.4)       | 10.7 (51.3)      |
| 일평균 최저 기온 °C (°F) | −4.0 (24.8)      | −1.7 (28.9)      | 1.5 (34.7)       | 0.8 (33.4)       | 10.3 (50.5)      | 13.5 (56.3)      | 14.9 (58.8)      | 14.5 (58.1)      | 11.0 (51.8)      | 6.3 (43.3)       | 2.1 (35.8)       | −1.8 (28.8)      | 6.0 (42.8)       |
| 역대 최저 기온 °C (°F)   | −6.8 (19.8)      | −5.0 (23.0)      | −3.0 (26.6)      | 0.8 (33.4)       | 3.2 (37.8)       | 7.8 (46.0)       | 8.8 (47.8)       | 8.4 (47.1)       | 5.3 (41.5)       | 1.3 (34.3)       | −1.0 (30.2)      | −4.4 (24.1)      | 2.2 (36.0)       |
| 평균 강수량 mm (인치)    | 36 (1.4)         | 35 (1.4)         | 31 (1.2)         | 40 (1.6)         | 59 (2.3)         | 67 (2.6)         | 51 (2.0)         | 56 (2.2)         | 42 (1.7)         | 39 (1.5)         | 56 (2.2)         | 45 (1.8)         | 557 (21.9)       |
| 평균 월간 일조시간       | 64               | 98               | 132              | 172              | 230              | 227              | 249              | 239              | 173              | 139              | 72               | 53               | 1,848            |
| 출처: CLIMATE DATA       |                  |                  |                  |                  |                  |                  |                  |                  |                  |                  |                  |                  |                  |

## 자매 결연 도시
- 핀란드 에스포
- 슬로바키아 슈투로보
- 독일 함부르크
- 프랑스 캉브레
- 폴란드 그니에즈노
- 영국 캔터베리